# Rush Hour 3
Pour les articles homonymes, voir Rush hour.
Série Rush Hour
Rush Hour 2
(2001)
Pour plus de détails, voir Fiche technique et Distribution.
Rush Hour 3 ou Heure limite 3 au Québec est un film américano-allemand réalisé par Brett Ratner et sorti en 2007. C'est le troisième volet de la saga Rush Hour.

## Synopsis
Trois ans après, Carter n'est plus inspecteur du LAPD mais agent de la circulation dans les rues de Los Angeles. Lee est quant à lui devenu garde du corps de son ami l'ambassadeur Han. Cependant, il y a toujours une division entre eux : Lee en veut toujours à Carter à propos de l'accident new-yorkais où Carter avait tiré (mais pas mortellement) sur la petite amie de Lee, agente des services secrets, Isabella Molina (incarnée par Roselyn Sanchez dans le second film), un événement qui va mettre à mal leur amitié.
Le consul Han que protège Lee est victime d'un attentat durant une concertation sur les triades dans le monde.
Tout en déjouant un second attentat contre le consul, Lee et Carter découvrent que la source de tous ces maux est à Paris. À leur arrivée à l'Aéroport Paris-Charles-de-Gaulle, le commissaire Revi les arrête, en leur faisant comprendre de façon musclée qu'ils ne sont pas les bienvenus.
Après maintes bagarres, les deux amis retrouvent enfin leur « cible », Geneviève, qui détient en elle le nom des chefs des Triades chinoises, qui, entre-temps, en ont profité pour enlever la petite fille du consul anciennement protégée par Lee. Le rendez-vous est pris au restaurant de la Tour Eiffel, le Jules Verne, pour un ultime combat entre Lee, son « frère d'adoption », Carter et d'autres membres de la Triade, s'achevant par un final en « parachute » - grâce à un drapeau français - à l'issue duquel Carter et Lee finissent dans une des fontaines du Jardin du Trocadéro.

## Fiche technique
Sauf indication contraire, les informations mentionnées dans cette section peuvent être confirmées par la base de données cinématographiques IMDb,  présente dans la section « Liens externes ».
- Titre original et français : Rush Hour 3
- Titre québécois : Heure limite 3
- Réalisation : Brett Ratner
- Scénario : Jeff Nathanson, d'après les personnages créés par Ross LaManna
- Musique : Lalo Schifrin
- Photographie : J. Michael Muro
- Montage : Mark Helfrich, Billy Webber et Don Zimmerman
- Costumes : Betsy Heimann
- Production : Roger Birnbaum, Arthur Sarkissian, Jonathan Glickman et Jay Stern
  - Production délégué : Leon Dudevoir
- Sociétés de production : New Line Cinema, Roger Birnbaum Productions, Arthur Sarkissian Productions et Unlike Film Productions
- Sociétés de distribution : New Line Cinema (États-Unis), Metropolitan Filmexport
- Pays de production :  États-Unis,  Allemagne (coproduction)
- Langues originales : anglais, chinois, français, japonais, latin
- Genre : comédie policière et action
- Format : couleurs - 2,35:1 - Dolby Digital / DTS / SDDS
- Durée : 91 minutes
- Budget : 140 Millions de dollars
- Date de sortie :
  - États-Unis, Canada : 10 août 2007
  - France : 17 octobre 2007
- Déconseillé aux moins de 10 ans[Où ?]

## Distribution
- Jackie Chan (VF : William Coryn ; VQ : François L'Écuyer) : l'inspecteur Yan Naing Lee
- Chris Tucker (VF : Serge Faliu ; VQ : Gilbert Lachance) : l'inspecteur James Carter
- Max von Sydow (VF : Jean Lagache ; VQ : Vincent Davy) : Varden Reynard
- Hiroyuki Sanada (VF : Omar Yami ; VQ : Marc-André Bélanger) : Kenji Lee, frère d'adoption de Lee
- Noémie Lenoir (VF et VQ : elle-même[1]) : Geneviève / Shy Shen
- Yvan Attal (VF et VQ : lui-même[1]) : George, le chauffeur de taxi français
- Zhang Jingchu (VF : Jessica Monceau ; VQ : Catherine Bonneau) : Soo-Yung Han
- Tzi Ma (VQ : Luis De Cespedes) : Consul Solon Han
- Yūki Kudō (VQ : Manon Arsenault) : Jasmine, la femme dragonne
- M. Kentaro : Chinois assassin
- Dana Ivey : Sœur Agnès
- Mia Tyler : Marsha
- Sarah Shahi : Zoe (non créditée)
- David Niven, Jr. : le ministre anglais des Affaires étrangères
- Julie Depardieu (VF et VQ : elle-même[1]) : Paulette, la femme de George
- Philip Baker Hall (VF : Marc Cassot) : le capitaine William Diel (non crédité)
- Roman Polanski (VF : lui-même ; VQ : Sébastien Dhavernas) : Détective Revi (non crédité)
- George Cheung : un membre de la triade de Reynard (non crédité)
- Sylvie Laguna : la dame au chien dans l'ascenseur
- Sun Mingming : le Chinois de plus de 2 mètres dans le Dojo de Kung Fu
- Éric Naggar (VF : lui-même) : le réceptionniste de l'hôtel

## Production

### Attribution des rôles
Quatre acteurs français apparaissent dans le film : Yvan Attal dans le rôle de Georges, un chauffeur de taxi français américanophobe, Noémie Lenoir dans le rôle d'une meneuse de revue, Roman Polanski dans le rôle d'un commissaire français interceptant de façon musclée les deux héros américain et chinois à Roissy et Julie Depardieu dans le rôle de Paulette, la femme de Georges.

### Tournage
À Paris, des scènes du film ont été tournées au palais de Chaillot, au Trocadéro, au ministère des Affaires étrangères du Quai d'Orsay, sur les bords de la Seine en particulier sous le pont du Carrousel, à l'hôtel Plaza Athénée, au café de la Paix, avenue Montaigne[réf. nécessaire].

## Bande originale

### Original score
Bandes originales de Rush Hour
Rush Hour 2
(2001)
La musique du film est composée par l'Argentin Lalo Schifrin, déjà présent pour les deux premiers films.
Liste des titres
1. Main Title - Rush Hour Theme
2. Court
3. Chasing The Assassin
4. Su Yung Returns / Dojo Arrival
5. Giant Kung Fu
6. Hospital Gunfight
7. Hiding Su Yung / Two Americans In Paris
8. Dragon Lady
9. Bikers
10. In The Sewers
11. Reynard's Plea
12. With Genvieve
13. Shi Shen
14. Eiffel Tower Meeting
15. Swordfight
16. Farewell To Kenji
17. The Return Of The Triads
18. Parachute Down
19. Rush Hour Theme Remix

### Def Jam's Rush Hour 3 Soundtrack
Def Jam's Rush Hour 3 Soundtrack est un album, commercialisé par le label Def Jam, contenant des chansons d'artistes comme Nas, Cee Lo Green, Beyoncé ou Serge Gainsbourg.
Liste des titres
1. Do Me, Baby - Prince & Chris Tucker
2. Less Than an Hour (Theme Song from Rush Hour 3) - Nas & Cee Lo Green
3. War (Extended Version) - Edwin Starr, Jackie Chan, Chris Tucker & Adrienne Bailon
4. (Your Love Keeps Lifting Me) Higher and Higher - Jackie Wilson
5. Bonnie and Clyde - Serge Gainsbourg & Brigitte Bardot
6. The Stoinked Quay (Original Score) - Lalo Schifrin
7. New Line Cinema Theme (Original Score) - Lalo Schifrin
8. Shaolin Fight (Original Score) - Mark Mothersbaugh
9. Adrienne Bailon! (Original Score) - Lalo Schifrin & Mark Mothersbaugh
10. The Closer I Get to You - Luther Vandross, Beyoncé, Jackie Chan & Chris Tucker